# Марковская волость (Старобельский уезд)
Ма́рковская во́лость — историческая административно-территориальная единица Старобельского уезда Харьковской губернии с центром в слободе Марковка.
По состоянию на 1885 год состояла из 10 поселений, 3 сельских общин. Население — 8404 человека (4209 мужского пола и 4195 — женского), 1247 дворовых хозяйств.
|                        | Площадь, десятин | В том числе пахотной, дес. |
| ---------------------- | ---------------- | -------------------------- |
| Сельских общин         | 27686            | 27686                      |
| Частной собственности  | —                | —                          |
| Казенной собственности | 449              | —                          |
| Другой собственности   | 248              | 248                        |
| В целом                | 28383            | 18623                      |

Основные поселения волости по состоянию на 1885 год:
- Марковка — бывшая государственная слобода при реке Деркул в 62 верстах от уездного города, 7284 человек, 1078 дворовых хозяйств, 4 православные церкви, постоялый двор, 10 лавок, базары, 4 ежегодных ярмарки.

Крупнейшие поселения волости по состоянию на 1914 год:
- слобода Марковка — 10083 жителя.

Старшиной волости был Оноприенко Юрий Данилович, волостным писарем — Диденко Александр Андреевич, председателем волостного суда — Меженский Влас Николаевич.